# Chiesa di Santa Croce (Bortigali)
La chiesa di Santa Croce è un edificio religioso situato a Bortigali, centro abitato della Sardegna centrale.
Edificata nei primi anni del XVII secolo e consacrata al culto cattolico, fa parte della parrocchia di Santa Maria degli Angeli, diocesi di Alghero-Bosa.

## Descrizione
Ultimata nel 1613 (come attesta la data scolpita nell’architrave dell’ingresso) presenta l’insolita planimetria a due navate, probabilmente dovuta ad un’aggiunta realizzata in tempi successivi alla fondazione. Molto bello il suo interno, grazie allo slancio e alla armonicità degli archi acuti della navata principale. Conserva alcune opere lignee di notevole interesse: il bel crocifisso del presbiterio, assai prossimo a quello della chiesa della Misericordia di Alghero, che esprime nei tratti del volto il raggiungimento di una morte serena,  e un Cristo snodato utilizzato anticamente per la cerimonia de “s’iscravamentu” del venerdì santo. Entrambi sono databili alla prima metà del ‘600. Nell’abside è venuto alla luce un ciclo di pitture, realizzate con la tecnica dell’encausto, che ha per tema scene della vita di Cristo e la raffigurazione dei dodici apostoli. Il prospetto della chiesa è molto semplice, impreziosito dal bel portale, coi classici elementi tardo gotici e rinascimentali presenti negli architravi delle case del centro storico, e da un campaniletto a vela ornato da capitelli scolpiti. È sede dell’Arciconfraternita di Santa Croce (appeso alla parete, presso il presbiterio, è l’atto di costituzione, datato 1624), che ha tra le sue funzioni istituzionali la cura delle cerimonie connesse al rito de “s’iscravamentu” in occasione della Settimana Santa.

## Altri progetti

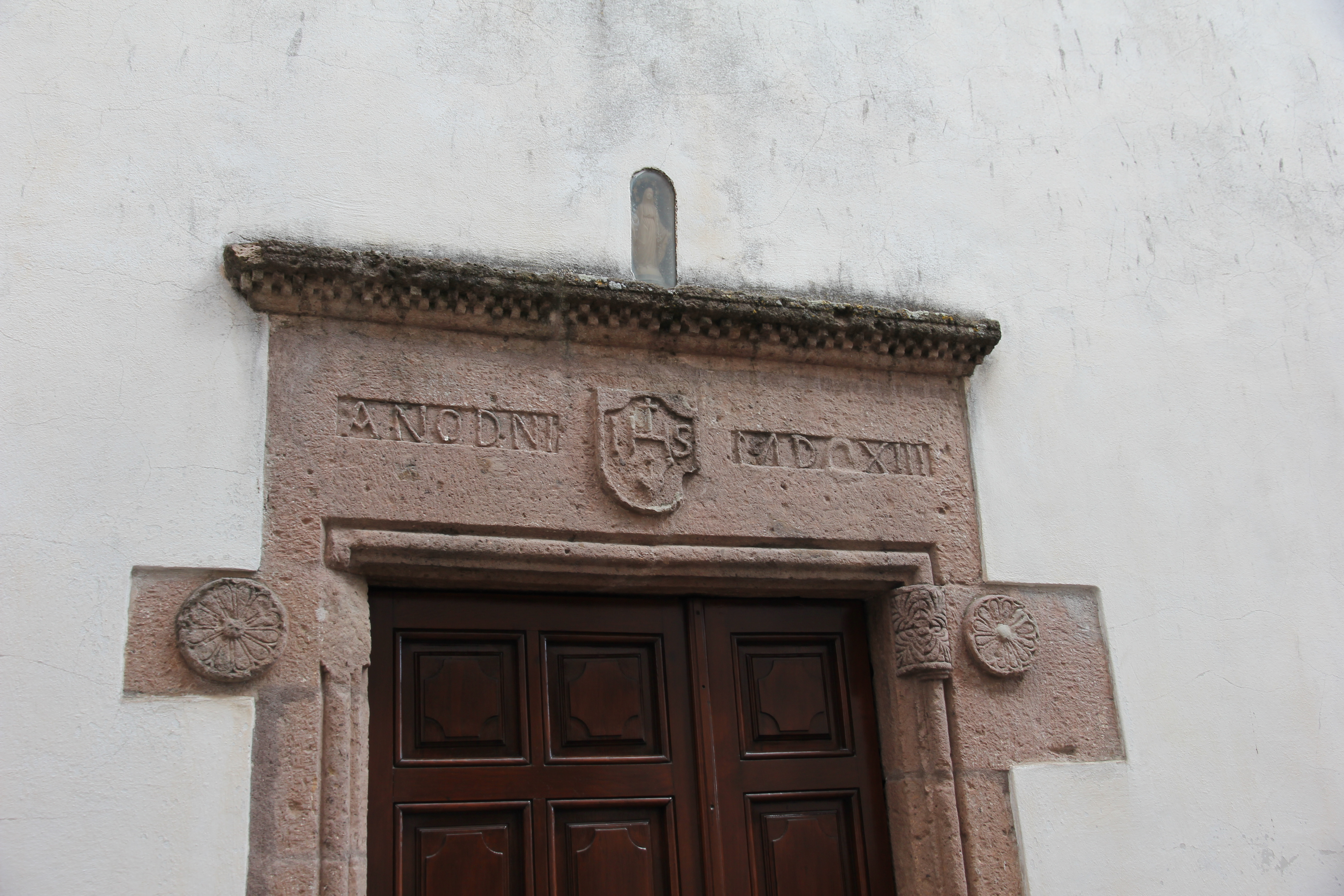